# Jynx
Jynx es un género de aves piciformes de la familia Picidae conocidos vulgarmente como torcecuellos. Se trata de pequeños animales propios del Viejo Mundo, con una ecología y etología típicos de dichas aves propias del bosque. Sus especies poseen un comportamiento solitario.
Su nombre común hace referencia a su capacidad de girar sus cuellos hasta 180°, cualidad derivada de la posesión de un tipo de vértebra característica del grupo de las aves, denominada heterocélica.

## Descripción
Su morfología es la apropiada para el medio en el que viven, lo cual incluye un cráneo alargado que aloja a una lengua muy móvil de gran longitud, que le permite extraer las larvas de insectos, fundamentalmente hormigas, de las cuales se alimenta tras horadar el duramen de los troncos de los árboles. Sus patas, zigodáctilas, es decir, que dejan dos dedos detrás y dos delante, opuestos, le permiten aferrarse a los salientes de los troncos, así como a pequeñas ramas. 
La estructura del pico es diferente a la de los pájaros carpinteros verdaderos, como, por ejemplo, los representantes del género Dendrocopos. En este caso, su forma es distinta, y su eficiencia horadando es menor; de hecho, los Jynx tienden a emplear orificios ya presentes en los árboles, antes que hacerlos ellos mismos.
Las dos especies del género, J. torquilla y J. ruficollis, poseen plumajes crípticos, poco llamativos, en tonos grises y pardos.
Su voz es nasal, un canto típico de los miembros de la familia Picidae.
Anidan en cavidades, habitualmente realizadas por el picamaderos negro (Dryocopus martius); en el caso de J. torquilla, usualmente anidan una vez por año, y la nidada es de siete a diez huevos blancos.

## Taxonomía
Se admiten dos especies en el género, generalmente divididas en subespecies.
- Jynx torquilla
  - Jynx torquilla torquilla
  - Jynx torquilla sarudnyi
  - Jynx torquilla tschusii
  - Jynx torquilla mauretanica
  - Jynx torquilla chinensis
  - Jynx torquilla himalayana
  - Jynx torquilla japonica
- Jynx ruficollis
  - Jynx ruficollis ruficollis
  - Jynx ruficollis rougeoti
  - Jynx ruficollis pectoralis
  - Jynx ruficollis diloloensis
  - Jynx ruficollis striaticula
  - Jynx ruficollis pulchricollis
  - Jynx ruficollis aequatorialis